# Jin Gongdi
Jin Gongdi (晉恭帝, Sima Dewen; † 421), Kaiser von China 418–420, war der Bruder von Kaiser Jin Andi. 420 wurde er gezwungen, den Thron an Liu Yu weiterzugeben. Er wurde zum König von Lingling degradiert und im nächsten Jahr ermordet.
| Vorgänger | Amt                      | Nachfolger |
| --------- | ------------------------ | ---------- |
| An        | Kaiser von China 418–420 | Liu Yu     |

| Personendaten    | Personendaten                      |
| ---------------- | ---------------------------------- |
| NAME             | Jin Gongdi                         |
| KURZBESCHREIBUNG | chinesischer Kaiser (418–420)      |
| GEBURTSDATUM     | 4. Jahrhundert oder 5. Jahrhundert |
| STERBEDATUM      | 421                                |